# حاجی کریم بخش
حاجی کریم بخش یا موتور کریم‌ بخش گمشادزهی روستایی در دهستان ریگ ملک بخش ریگ ملک شهرستان میرجاوه استان سیستان و بلوچستان ایران است.

## جمعیت
بر پایه سرشماری عمومی نفوس و مسکن در سال ۱۳۹۵ جمعیت این مکان ۲۵۵ نفر (۶۵خانوار) بوده‌است.